# Урукаївська печера
Урукаївська (рос. Уракаевская) — печера в Башкортостані, Росія. Печера горизонтального типу простягання. Загальна протяжність — 480 м. Глибина печери становить 21 м. Категорія складності проходження ходів печери — 1. Печера відноситься до Бельсько-Нугуського району Південної області Західноуральської спелеологічної провінції.